# 아메리카 올리보
아메리카 올리보(America Olivo, 1978년 1월 5일 ~ )는 배우, 가수, 모델이다. 미국의 걸그룹 솔루나의 멤버였다.

## 출연 작품

### 영화
- 아이언맨 (2008)
- 이웃 (2009)
- 라스트 리소트 (2009, The Last Resort)
- 비치 슬랩 (2009, Bitch Slap)
- 트랜스포머: 패자의 역습 (2009)
- 13일의 금요일 (2009)
- 컨셉션 (2011, Conception)
- 노 원 리브스 (2012)
- 매니악: 슬픈 살인의 기록 (2012)
- 미션 임파서블: 로그네이션 (2015)

### 텔레비전
- 하우스 (2005-06)
- Up Close with Carrie Keagan (2009)